# Scheukausen
Scheukausen war ein Ortsteil der Gemeinde Much im nordrhein-westfälischen Rhein-Sieg-Kreis.

## Lage
Scheukausen ist heute der nordwestliche Teil der Ortschaft Neßhoven.

## Einwohner
1845 wurden die Höfe Scheuekausen mit sieben Haushalten verzeichnet. Hier wohnten damals 37 Katholiken.
1901 war der Ort ein Weiler und hatte 31 Einwohner. Hier lebten die Familien Ackerer Joh. Franken, Ackerer Joh. Grell, die Näherinnen Anna Christina und Maria Catharina Steimel, Ackerer Peter Martin Steimel, Ackerin Witwe Johann Thelen und Ackerer Peter Josef Tillmann.